# 比爾斯島
64°49′S 63°30′W / 64.817°S 63.500°W
比爾斯島（Bills Island），是南極洲的島嶼，位於帕默群島，處於高迪爾島東北面，由讓-巴蒂斯特·夏古率領的法國探險隊發現和繪入地圖，現時由南極條約體系管理。